# Sławomir Pawłowski
Sławomir Pawłowski (ur. 20 września 1966) – polski ksiądz katolicki, pallotyn, doktor habilitowany teologii dogmatycznej, ekumenista, wykładowca Katolickiego Uniwersytetu Lubelskiego Jana Pawła II (KUL) i wykładowca w Wyższym Seminarium Duchownym w Ołtarzewie. Dyrektor Instytutu Ekumenicznego KUL Wydziału Teologii Katolickiego Uniwersytetu Lubelskiego Jana Pawła II.

## Życie i praca
Święcenia kapłańskie przyjął 9 maja 1992 w Ołtarzewie z rąk kard. Józefa Glempa. W latach 1996–1999 przebywał w celach naukowo-pastoralnych w Belgii. W 1999 na podstawie napisanej pod kierunkiem Stanisława Celestyna Napiórkowskiego rozprawy pt. Zasada hierarchii prawd według najnowszej myśli teologicznej (1984-1998) uzyskał na Wydziale Teologii KUL stopień naukowy doktora nauk teologicznych. W 2000 został zatrudniony w Instytucie Ekumenicznym KUL (od 2002 jest adiunktem Katedry Teologii Ekumenicznej). Jest też wykładowcą teologii dogmatycznej i ekumenizmu w Wyższym Seminarium Duchownym Księży Pallotynów w Ołtarzewie.
Jest sekretarzem Komisji ds. Dialogu między Polską Radą Ekumeniczną a Konferencją Episkopatu Polski.
W 2019 został członkiem Rady Naukowej czasopisma „Studia i Dokumenty Ekumeniczne”.

## Zainteresowania naukowe
- zasada „hierarchii” prawd wiary
- Katechizm Kościoła Katolickiego
- ekumeniczny komentarz Credo

## Ważniejsze publikacje
- Zasada hierarchii prawd wiary. Studium ekumeniczno-dogmatyczne na podstawie najnowszej myśli teologicznej (1984-2003), ISBN 83-7363-213-1, Lublin 2004.
- Ekumeniczne wyjaśnienie „Credo”. Prace Komisji „Wiara i Ustrój” Światowej Rady Kościołów, RTKUL 51: 2004 z. 7, s. 79-94.
- Pytanie o czas, "Communio" 21(2006)6, 3-23.
- Bibliografia Katechizmu Kościoła Katolickiego, Poznań 2007.
- Katechizm Kościoła katolickiego w ekumenicznej perspektywie dogmatycznoteologicznej, Lublin: Wydawnictwo KUL, ISBN 83-7702-465-9.